# 디도 (카르타고)

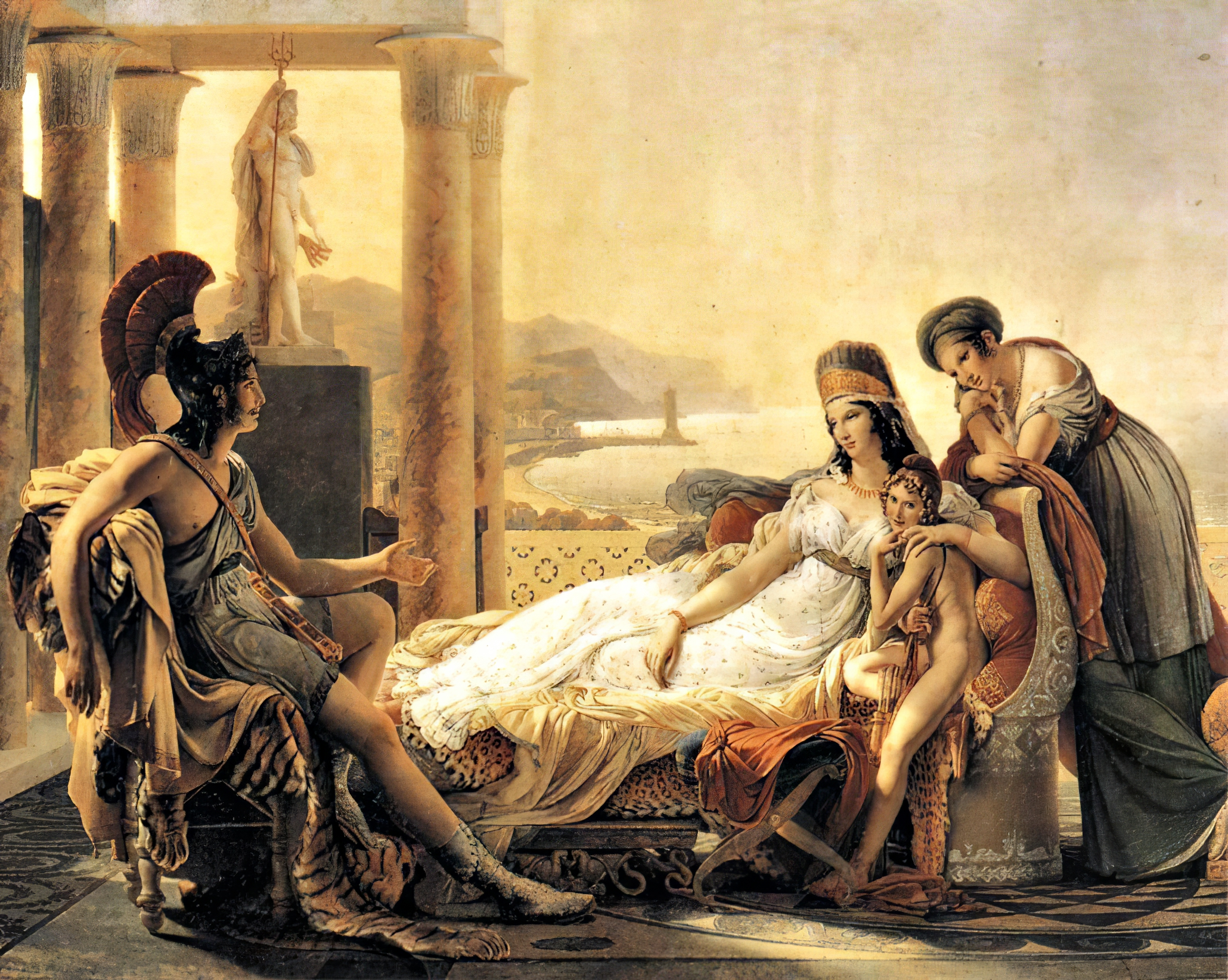
아이네이아스는 디도에게 트로이 전쟁을 설명해준다. 그림 Pierre-Narcisse Guérin.

디도(그리스어: Διδώ, 영어: Dido)는 트로이의 망명객 아이네이아스의 전설에 등장하는 카르타고의 여왕이다.
그리스로마 문헌에 따르면 디도는 현재 튀니지인 카르타고의 창건자이자 첫 여왕이다. 그녀는 로마 시인 버질의 작품 아이네이드에 주어진 설명으로 가장 잘 알려져 있다. 약간의 문헌에서 그녀는 엘리사(Elissa)로 알려져 있다.
엘리사라는 이름은 아마도 페니키아 어의 '엘리샤트'의 그리스식 표기로 여겨진다. '디도'라는 이름은 '사랑받는 자'를 뜻하는 다윗과 같은 뜻과 같은 어근을 가진 이름으로, 사실상 같은 이름이다.
그녀는 부왕(맛탄 1세, 기원전 840-832년)이 죽자 남매인 퓌그말리온과 공동으로 두로의 왕위를 물려받으나, 퓌그말리온이 그녀의 남편까지 죽여 그의 위협을 피해왕국을 떠나 카르타고를 세우게 되었다고 한다. 이탈리아의 사르데냐 섬에서 발견된 기원전 9-8세기의 페니키아어 기록이 새겨진 유물인 노라 스톤(Nora Stone)에서 그녀의 남매 퓌그말리온(페니키아어로는 '푸메이야톤/푸메이야탄 Pumayyaton/Pūmayyātān') 왕이 언급된다는 것과 그녀의 조부/할아버지인 두로의 왕 바알-에셀 2세(Baal-Eser II, 기원전 846-841년)가 신아시리아 제국의 왕 샬만에세르 3세(Shalmaneser III, 기원전 858-824년)의 기록에서 그에게 조공을 바친 것으로 기록되었다는 것은 디도 역시도 역사적 인물이었음을 보여준다.
트로이에 적대심을 갖고 있는 유노는 트로이가 함락된 후 목숨을 건져 아이네아스 지휘 아래 시칠리아로 피신하는 트로이 함대를 파멸시키려고 한다. 바람의 신 아이올루스는 유노의 명령으로 트로이 함대가 풍랑에 휩쓸리도록 하지만, 넵투누스의 개입으로 함대는 구출되어 카르타고항으로 피신을 한다. 유피테르는 베누스에게 트로이 유랑민이 라비니움에 정착한 후, 알바 롱가를 거쳐 로마를 건설하게 되리라고 예언한다. 메르쿠리우스는 카르타고의 여왕 디도가 트로이 유랑민에게 호감을 갖도록 유도한다. 한편 아이네아스는 사냥꾼으로 변장한 어머니 비너스를 만나 카르타고와 디도에 관해 정보를 얻는다. 얼마 후 아이네아스와 그가 이끄는 유랑민은 디도로부터 환영을 받음과 동시에, 디도는 비너스의 영향으로 아이네아스에게 호감을 갖는다. 환영 만찬회에서 디도는 트로이의 최후와 아이네아스의 7년간에 걸친 유랑 생활에 대해 이야기 해 줄 것을 청한다.

## 같이 보기
- 티레의 왕 목록